# 才多茶卡
才多茶卡（藏語：མཚོ་རྡོ་ཚྭ་ཁ།，威利转写：mtsho rdo tshwa kha，THL：Tsodo Tsakha）位于中国西藏自治区那曲市双湖县境内，地处双湖县南部，湖面海拔4822米，面积38.5平方公里。湖泊西部岸线规则，东部曲折多湾。湖水主要依靠冰雪融水和泉水的地表径流补给，集水区面积2325.5平方公里，补给系数60.4。湖水中钾含量较高。